# Buddhistická kosmologie
Buddhistická kosmologie popisuje model a také časové utváření vesmíru podle buddhistických svatých písem. Tento model popisuje, kde všude se může člověk znovuzrodit, jinými slovy veškeré podle buddhistů možné stavy mysli.
Obecně se jedná o šestero druhů existencí. Od nejnižšího po nejvyšší to jsou: bytosti v pekle (v sanskrtu Naraka), hladoví duchové (préta), zvířata, lidé, polobohové (asura) a bohové (déva). 

Krom toho existuje samozřejmě také 7. stav mysli a tím je nirvána, který je završením koloběhu reinkarnací a z něhož již není možné vystoupit. Je to stav věčné blaženosti a klidu duše, vědomí.
V části Časová kosmologie je popisován vznik, existence a zánik vesmíru a to ve čtyřech časových obdobích (kalpách neboli aeonech), která jsou dále členěna na menší časová období a dohromady tvoří jednu mahakalpu.

## Prostorová kosmologie
V následující části bude popsáno, jaké jsou stavy vědomí, resp. druhy bytostí, ve kterých se může člověk reinkarnovat a to od nejvyšších stupňů vědomí (bohové neboli dévové) po ty nejnižší (pekelné bytosti):

### Bohové (Déva)
Skutečně se jedná i o bohy viditelné na obloze a také o Boha – Hospodina – podle buddhistů „Mahábrahmu“, ale také ještě o vyšší stavy bohů, resp. vědomí. Stav zvaný dévové se vnitřně dělí podle stupňů vědomí, resp. jejich kontemplace (neboli džhána) do těchto tří sestupných kategorií:
- arúpadhátu (neboli arúpalóka) – bohové bez tvarů
- rúpadhátu (neboli rúpalóka) – bohové s tvary
- dévalóka – bohové v oblastech pokušení (v kámadhátu neboli kámalóce)

Přičemž platí, že každý, z níže popsaných božských světů odpovídá určitému nahromadění karmy, určitému stupni vědomí. Všechny božské světy jsou uspořádány do jednotlivých vrstev nad sebou a dále platí z hlediska časové kosmologie, že celý jejich daný svět vzniká či zaniká s první či poslední zde narozenou bytostí.
Také lze říci, že bohové v oblastech pokušení se více odlišují od bohů bez tvarů, než se odlišují od lidí. Obecně lze bohy z kámadhátu – oblastí žádostí – popsat spíše jako velice dlouho žijící vznášející se bytosti podobné lidem co do jejich projevů s určitým stupněm blaženosti, zatímco u arúpadhátu se jedná pouze je určitý blažený stav vědomí, který je víceméně zcela bez formy.
Co se týče interakcí dévů a lidí, tak např. bohy z oblasti kámadhátu je možné vídat na obloze položené na některých mracích a bůh zvaný Mahábrahma v podstatě odpovídá Pánu Hospodinu z křesťanského úhlu pohledu, nebo Krišnovi z hinduistického úhlu pohledu, má tedy silný vliv na utváření náhod v životě člověka a dlí nad jeho osudem, je to jakýsi jeho vykonavatel (podle buddhistů je „vševidoucí, správce karmy apod.“). Bohové nad ním (není to zdaleka nejvyšší bůh, tedy nemá nejblaženější stav mysli a také umírá a to se zánikem celého vesmíru ohněm na konci jedné mahakalpy) již do životů lidí nezasahují. Stejně tak nižší bohové mají na jejich život pramalý vliv.
Obecně ke všem bohům: Tibetská kniha mrtvých k tomuto stavu píše, máš-li se narodit v některém z nebí, uvidíš mnohaposchoďové paláce postavené z rozličných drahokamů, jsi-li připraven vstoupit, vstup tam. Tibetská kniha mrtvých totiž doporučuje, pokud se nepodaří bránu lůna uzavřít v bardu vznikání (18. až maximálně 49. den po smrti), pouze znovuzrození jako bůh nebo v jižní zemi Džambudvípa jako člověk (viz dále).

#### Arúpadhátu – bohové bez tvarů
Protože se jedná vždy o anágaminy – bytosti, které se znovu již nezrodí, nemůže zde pobývat pochopitelně žádný bódhisattva (budoucí buddha). Existují čtyři typy zdejších bohů, které korespondují se stupni vědomí (džhána):
- Névásaňňanasaňňajatanupaga – „dosažitelné v 8. džhána“ („sféra ani vnímání ani nevnímání“);[pozn. 3] bytosti zde však nejsou zcela bez vnímání; tuto oblast dosáhl Buddhův druhý původní učitel Udraka Rámaputra, který ji považoval za ekvivalent k vykoupení (dharmakája); bytosti zde stráví 84 000 mahakalp (1 mahakalpa trvá přibližně 2,8 × 1020 let, viz výpočet v části časová kosmologie), toto nebe se nachází 5 580 000 jodun (1 joduna = 16 mílí = 25 km) nad následujícím nebem.
- Akiňčaňňajatanupaga – „dosažitelné v 7. džhána“ („sféra nicoty“); bytosti zde si myslí, že neexistuje nic; je to jistá, velmi subtilní forma vnímání; tuto oblast dosáhl Buddhův první původní učitel Áráda Káláma, který ji považoval za ekvivalent k vykoupení; bytosti zde stráví 60 000 mahakalp; toto nebe se nachází 5 580 000 jodun nad následujícím nebem.
- Viňňaňčajatanupaga – „dosažitelné v 6. džhána“ („sféra neomezeného vědomí“); bytosti zde meditují nad tím, že jejich vědomí je neomezené; délka života je 40 000 mahakalp a nebe se nachází 5 580 000 jodun nad následujícím nebem.
- Akasanaňčajatanupaga – „dosažitelné v 5. džhána“ („sféra neomezeného prostoru“); bytosti zde meditují nad prostorem, jako nad nekonečným; délka života je 20 000 mahakalp a nebe se nachází 5 580 000 jodun nad nejvyšším nebem rúpadhátu.

#### Rúpadhátu – bohové s tvary
Jedná se o první nebe (směrem od nejvyššího), kde mají bytosti svoje tělo a umístění v prostoru, i když jsou složeni z velmi subtilní substance, která je neviditelná pro bytosti z oblasti Kámadhátu. Pokud se chce Mahábrahma zjevit některému bohu v Kámadhátu, musí na sebe vzít hrubější formu.
Podle buddhistických tradic je 17 až 22 takovýchto nebí, nejčastěji je uváděno (i zde) 18, členěných dále do 5 svébytných kategorií. Obyvatelé těchto nebí neprožívají extrémní slast nebo bolest a netěší se ze stejných věcí, jako bytosti Kámadhátu. Jejich těla nejsou pohlavně rozlišená a bytosti neprožívají sexuální zážitky (jako bohové v Kámadhátu). Stejně jako bytosti z Arúpadhátu, mají mysli korespondující k jednotlivým džhána (zde již ke 4 nižším, resp. nejnižším).
Bytosti v bezprostředně nižším nebi žijí většinou o polovinu méně kratší dobu, mají poloviční velikost a jejich nebe dosahuje o polovinu menší vzdálenosti. Vyšší nebe jsou také rozsáhlejší co do šířky jejich světa. Výška jejich světa je vyjádřena v jodžánách, přičemž 1 jodžána je vysoká jako 4 000 na sebe postavených mužů, údajně přibližně 7,31 km.

#### Dévalóka – bohové v oblastech pokušení
Bytosti v těchto nebích se od sebe navzájem liší mírou štěstí, avšak platí pravidlo, že zde nenaleznete žádného anágamina, tudíž se všechny takové bytosti budou muset ještě minimálně jednou narodit jako lidé.

### Polobohové (Asura)
Jak napsáno výše, tyto bytosti žijí poblíž hory Méru a to konkrétně nad mytickým oceánem, který horu obklopuje a kam byli vyhnáni z nebe 4 Velkých králů, kde spali opilí. Snaží se dostat do svého světa zpět, a proto neustále bojují s bohy z uvedeného nebe, v důsledku čehož se v příštím životě znovuzrodí v pekle, pročež se nedoporučuje v Tibetské knize mrtvých se v tomto stavu narodit. Podle této knihy, máš-li se narodit jako polobůh, uvidíš rozkošný háj, nebo roztočené ohňové kolo, přičemž si toto místo má člověk protivit, aby se mu vyhnul.

### Lidé (Manšuja)
Lidé žijí stejně jako zvířata a hladoví duchové na zemi. Do pojmu „lidé“ však podle buddhistické tradice patří kromě běžných lidí, kteří údajně obývají světadíl Džambudvípa, který leží v oceánu na jihu od hory Méru, také bytosti podobné lidem, které obývají jeden z ostatních tří světadílů (severní, západní a východní). Přitom mezi těmito světadíly není možný pohyb, neboť jsou od sebe velice daleko a pohyb mezi nimi byl možný pouze v době, kdy délka lidského života byla 80 000 let pomocí pokladnice, kterou vlastnil král jižního světadílu a pomocí níž bylo možné přeletět na ostatní světadíly. V těch je velikost lidí i délka jejich života větší a delší, dosahuje od 250 let do 1 000 let, resp. 3,7 m až 15 m.
Jednotlivé světadíly kolem mytologické hory Méru jsou:
- Džambudvípa – na jihu; obývají ji nám známí lidé; tento světadíl se údajně rozléhal na celém, tehdy Indům známém, světe; délka života je od 10 let do 140 let; všichni Buddhové se objevují na tomto světadíle, který má rozlohu 10 000 jodžán a uprostřed něhož roste obrovský strom vysoký 100 jodžán, podle kterého dostal světadíl název; Tibetská kniha mrtvých k tomuto světadílu říka: máš-li se zde narodit, uvidíš bohaté paláce (pozn.: obyčejné, jiné než u dévů, kde jsou z drahých kamenů) a máš-li se už někde narodit jako člověk, vstup sem.
- Púrvavidéha – na východě; světadíl má rozlohu 7 000 jodžán; lidé zde žijí 250 let a jsou vysocí 3,7 m; Tibetská kniha mrtvých k tomuto světadílu říka: máš-li se zde narodit, uvidíš jezero obklopené housery, vstoupíš-li sem, poznáš, že zde panuje štěstí, náboženství však zde není rozšířené, proto sem nevstupuj.
- Aparagodánija – na západě; světadíl má tvar kruhu o obvodu 7 500 jodžán; lidé zde jsou vysocí 7,3 m, žijí 500 let a nežijí v domech, nýbrž spí na zemi; Tibetská kniha mrtvých k tomuto světadílu říka: máš-li se zde narodit, uvidíš jezero obklopené koňmi, vstoupíš-li sem, poznáš, že zde panuje bohatství, náboženství však zde není rozšířené, proto sem nevstupuj
- Uttarakuru – na severu; světadíl má tvar čtverce o stranách dlouhých 2 000 jodžán; zdejší obyvatelé jsou extrémně zdraví, nepotřebují pracovat, protože jejich jídlo roste na stromech a nemají soukromé vlastnictví; jsou vysocí 15 m a dožívají se 1 000 let. Tibetská kniha mrtvých k tomuto světadílu říka: máš-li se zde narodit, uvidíš jezero obklopené dobytkem, vstoupíš-li sem, poznáš, že zde panuje ctnost a dlouhověkost, náboženství však zde není rozšířené, proto sem nevstupuj

### Zvířata (Tirjak)
V tomto stavu člověk prožívá obrovskou nevědomost, tupost a strach o život, protože lidé chtějí sníst jeho maso, použít jeho kůži, nebo ho pronásledují různí dravci apod. Přičemž i člověk se může narodit jako např. pes, prase, kůň a zřejmě je možné narodit se i jako hmyz, protože Tibetská kniha mrtvých k tomuto stavu píše: máš-li se narodit jako zvíře, uvidíš jako skrze mlhu skalní jeskyně, slaměné salaše, mravenčí díry, samozřejmě nevstupuj.

### Hladoví duchové (Préta)
Tyto bytosti mají neustále hlad a žízeň, mají dlouhé úzké krky a velká břicha, a když už najdou jídlo v místě jejich bydliště, které vypadá jako poušť, promění se jim v hrdle v roztavený kus železa. Nebo se vidí jídlo na stromech, a když po nich natáhnou ruce, jídlo se jim neustále vzdaluje. Rovněž voda se při přiblížení k ní mění v oheň. Tyto bytosti však paralelně obývají lidský svět, kde hledají jídlo, a proto Buddha říkal svým mnichům, aby krmili hladové duchy zbytky jídla, které sní, protože tím je nasytí.
Tibetská kniha mrtvých k tomuto stavu píše: máš-li se narodit jako hladoví duch, uvidíš holé kmeny, nebo cosi černého trčícího vzhůru, nebo zavalené jeskyně ve stržích, nebo cosi černého pohupujícího se. Sem za žádnou cenu nevstupuj a mysli na to, jak se tomu místu vyhnout.

### Bytosti v pekle (Naraka)
Jedná se o nejnižší a nejhorší možný stupeň vědomí. Je charakterizován obrovských nekonečným utrpením a velkým strachem. Na rozdíl od křesťanského pekla není buddhistické peklo věčné (i když může trvat až mnoho miliard let a vyplývá, jako ostatně všechny stavy vědomí, z nahromadění určité karmy člověka a je proto odlišné pojetí pekla od některých predestinačních křesťanských teorií o předurčení člověka.
Peklo se nachází v několika vrstvách nad sebou pod jižním světadílem Džambudvípa.
Nejvíce uznávaná teorie o peklech je z Abhidarmakóši, která hovoří o 8 peklech studených a 8 žhavých. V Tajemství Tibetu 1 od Květoslava Minaříka se však dočteme, že je 8 pekel a každé má 16 předpeklí, kterými musí hříšník projít, než odpyká svoje hříchy, to je celkem 8 + 128 = 136 pekel. Navíc existují i pekla samostatná, popsaná jinde, např. ti, kdo byli nevěrní svým manželům/manželkám, nebo žili příliš sexuálně aktivně, se narodí v pekle, kde lezou po stromech nahoru na korunu, kde stojí nahá žena. Oni, hnáni chtíčem, lezou za ní, avšak listy stromu se promění v břitvy, navíc do nich házejí strážci kopí. Když vylezou nahoru, žena se objeví zase dole…

#### Studená pekla
8 studených pekel tedy podle Abhidarmakóši je:
- Arbuda – „puchýř“; toto peklo je temná, ledová rovina obklopená ledovými horami a neustále sužovaná vánicemi; bytosti zde dosahují plné výšky a stráví celý život nazí a sami, zatímco jim ledová vánice způsobuje puchýře po těle; k délce života v tomto pekle se říká, že kdyby v plném sudu byla sezamová semínka, tak by jedno semínka znamenalo 100 let života…
- Nirarbuda – „praskající puchýř“; toto peklo je ještě o něco studenější, takže puchýře praskají, pročež mají bytosti pokrytá těla krví a hnisem
- Atata – „chvění“; člověk se zde neustále chvěje zimou, takže mu zuby vydávají at-at-at
- Hahava – „bědování“; zde lidé bědují zimou, říkajíc há, há
- Huhuva – „cvakající zuby“; zde se lidé klepou zimou, takže jejich zuby vydávají zvuk hu,hu
- Utpala – „modrý lotus“; zde je taková zima, že celé tělo zmodrá
- Padma – „lotus“; zde vánice způsobují praskající otevřené rány
- Mahápadma – „velký lotus“; celé tělo zde praská zimou a vnitřnosti jsou vystaveny této zimě rovněž

O studených peklech platí to, že každé spodnější peklo je dvacetkrát delší, než to předchozí.

#### Žhavá pekla
8 žhavých pekel je:
- Saňdživa – „oživování“; zem tohoto pekla je žhavé železo rozpálené obrovským ohněm; dříve, než se začnou bytosti bát, jsou napadeni ostatními společníky s železnými drápy a strážci pekla s hořícími zbraněmi; dříve, než se objeví bezvědomá zkušenost, jako je smrt, je život člověka obnoven a celé to začíná znovu; mezi další utrpení sem patří: padání roztaveného železa svrchu na bytosti, krájení bytostí na části a bolest z rozžhavené podlahy; toto peklo se nachází 1 000 jodžán pod Džambudvípou a má 10 000 jodžán v každém směru; délka života v tomto pekle je 1,62 × 1012 let
- Kálasútra – „černá nit“; toto peklo obsahuje utrpení předchozího; bytosti mají na sobě natažené černé nitě, podél kterých je strážci řežou ohnivými zbraněmi; život v tomto pekle trvá 1,296 × 1013 let
- Samgháta – „drcení“; peklo je obklopeno spoustou balvanů, které se navzájem rozbíjí o sebe a drtí lidi v krvavý rosol; když se vrátí na původní místo, život je obnoven a začíná se znova; život zde je dlouhý 1,0368 × 1014 let
- Raurava – „křičení“; bytosti zde pobíhají divoce a hledají úkryt před hořící zemí; když najdou domnělé útočiště, jsou zavřeni dovnitř a kolem začne hořet, zatímco křičí; délka života zde je 8,2944 × 1014 let
- Maháraurava – „velké křičení“; peklo se liší od předchozího tím, že se zde vyskytují zvířata zvaná kravjáda, které bytosti mučí a žerou jejich maso; život zde trvá 6,63552 × 1015 let
- Tapana – „žhavení“; pekelní strážci zde naráží bytosti na hořící kopí, dokud jim nejdou z pusy a nosu plameny; délka života zde je 5,308416 × 1016 let
- Pratápana – „velké žhavení“; peklo se liší od předchozího narážením na trojzubec; délka života je 4,2467328 × 1017 let, což je zhruba polovina antarakalpy (viz dále časová kosmologie)
- Avici – „nepřetržité“; bytosti zde jsou neustále opékány na hořící peci; život zde trvá 3,39738624 × 1018 let, což je údajně přibližně délka jedné antarakalpy

Je tedy zřejmé, že každé nižší žhavé peklo je přibližně 8krát delší než to předcházející.

## Časová kosmologie
Časová kosmologie podle buddhistů popisuje, jak vzniká, existuje a zaniká vesmír. Toto období se nazývá mahakalpa a o její délce bude napsáno níže. Je to nezměrný časový úsek o délce v řádů 1020 let, ačkoli podle jiných zdrojů trvá 4 320 miliard let. Každá mahakalpa se člení do 4 menších úseků – kalp, neboli aeonů a tyto na dvacet antarakalp – tedy každá kalpa má navíc dvacet menších úseků (nejlépe je to vidět na vivartasthájikalpě, která zahrnuje období existence vesmíru, tedy druhou ze čtyř částí, viz dále). Tyto části jsou:
- Vivartakalpa – aeon vznikání; začne vanout mírný vítr karmy, který začne zaplňovat vesmír a vytvářet první bytosti, které se reinkarnují z nebí Abhassara (první světy, které nejsou zničeny ohněm na konci mahakalpy; pozn.: každých 8 mahakalp je však vodou zničeno i nebe Abhassara a každých 64 mahakalp je větrem zničeno i jemu vyšší nebe Subhakinha). První bytostí po světě zničeném ohněm na konci mahakalpy by tak mohl být teoreticky Mahábrahma – Pán Bůh, Hospodin apod., protože ten rovněž pochází ze světa Abhassara a jemu nižší nebe jsou zaplňována později. To platí obecně, že na začátku světa dochází k zaplňování vesmíru odshora dolů a fáze vznikání končí právě v momentě, kdy se ocitne první bytost v pekle a je tak zaplněn celý vesmír. Vše nahoru od světů Brhatphala (včetně těchto dévů) není zničeno přírodními katastrofami nikdy, tedy ani na konci mahakalpy nebo jejich skupin a tyto světy jsou tedy věčné, resp. omezeny pouze délkou života dévů v nich; to se týká i Arúpadhátu – bohů bez tvarů, kteří vlastně nemají nikde svoje místo, protože nemají tvary a jsou to pouze myšlenkové formy. Během kalpy vznikání začnou existovat také první lidé a zde je z hlediska časové kosmologie důležitý bod, neboť první lidé žili podle buddhistů 80 000 let (což, jak už nyní víme pomocí důkazů z pravěku apod. nepravda) a mohli se vznášet prostorem. Nemuseli ani jíst či pít a tudíž ani vyměšovat, avšak na zemi pod nimi byla bílá hmota. Jednoho dne začal první člověk tuto hmotu jíst a tak se mu postupně objevily vyměšovací kanály. Až už jedli tuto hmotu všechny bytosti, dvě z nich se rozhodly spojit svoje vyměšovací orgány – došlo k první souloži, ostatní bytosti na ně prý házeli bláto, protože byly znechuceny. Nakonec začali lidé stavět domy, aby se nemuseli stydět, objevily se první krádeže a tak došlo k sepsání prvních pravidel a zákonů. Byl ustanoven první král apod. Začaly se objevovat první vážné hříchy jako lži, pomluvy, nevhodné sexuální chování, vraždy a první bytosti se objevily v pekle. To se začala délka lidského života zkracovat z oněch 80 000 let každou generaci přibližně o jednu polovinu. Popis tohoto pádu lidských bytostí je přisuzován přímo Buddhovi.[2] To už jsme ale u aeonu trvání, nebo existence.
- Vivartasthájikalpa – aeon trvání, existence; kalpa začíná, jak psáno výše, okamžikem, kdy se ocitne první bytost v pekle. V tu dobu lidé žijí ještě poměrně šťastně, a to 80 000 let, mají krále čakravartina, který žije 336 000 let, avšak jak již zmiňováno, dochází postupně k morálnímu úpadku a každá příští generace lidí má poloviční délku života, až je jejich věk 100 let (poté začíná věk klesat pozvolněji). Za tuto dobu žili na zemi první 3 Buddhové této mahakalpy (protože žijeme v první antarakalpě aeonu trvání): Kakusandha, když byl věk 40 000 let, Kanakamuni, když byl věk lidí 30 000 let a Kásjapa, když byl 20 000 let. Dále později kolem 5. století před naším letopočtem samozřejmě Buddha Šákjamuni (Síddharta Gótama), kterého jediného známe a máme historicky doloženého. Věk se má dále snižovat na pouhých 10 let, kdy budou vládnout děti, a svět bude sužován obrovskou válkou. Tak končí první antarakalpa – jedna dvacetina aeonu trvání. Druhá až devatenáctá antarakalpa je zaplněna tím, že věk jednak stoupne z 10 let života na 80 000 let, a poté opět klesne na 10 a dochází k dalším zničujícím válkám, po nichž opět lidé začnou žít ctnostně a věk se začne prodlužovat. V druhé antarakalpě – když bude věk 80 000 let a světu bude opět vládnout král čakravartin – se objeví následující Buddha Adžita a bude zván pod názvem Maitreja. V poslední antarakalpě se věk pouze zvedne na 80 000 let a pak dochází k destrukci vesmíru ohněm poté, co se začne vesmír odspodu (od pekelných světů) vylidňovat. Ale o tom více v kalpě zániku.
- Samvartakalpa – aeon zániku; začíná, když zmizí poslední bytosti z pekla. Vesmír se potom začne vylidňovat směrem vzhůru, až oheň zničí i Mahábrahmu, jakožto zřejmě poslední bytost, protože bytosti nad ním jsou ničeny až několika skupinami mahakalp, nebo vůbec (viz výše i níže).
- Samvartasthájikalpa – aeon neexistence, trvání prázdného; v této kalpě se neděje vůbec nic pod světy Abhassara. Jak už psáno výše, jednou za 8 kalp zničí voda i světy Abhassara a jednou za 64 kalp i světy Subhakinha.

Relativně přesnou délku mahakalpy lez spočítat podle toho, že nejhorší peklo Avici trvá přibližně jednu antarakalpu, kterých je v jedné kalpě 4 × 20 = 80. Peklo Avici trvá zhruba 3,5 × 1018 let krát 80 = délka mahakalpy, tedy 2,8 × 1020 let.